# Patriarcado latino de Jerusalén
El patriarcado latino de Jerusalén (en latín: Patriarchatus Hierosolymitanus Latinorum, en árabe: بطريركية القدس للاتين‎ y en hebreo: הפטריארכיה הלטינית של ירושלים‎) es una circunscripción eclesiástica de la Iglesia católica en Tierra Santa y la isla de Chipre. Se trata de un patriarcado latino, inmediatamente sujeto a la Santa Sede. Desde el 24 de octubre de 2020 su patriarca es el cardenal Pierbattista Pizzaballa, de la Orden de Frailes Menores.

## Territorio y organización

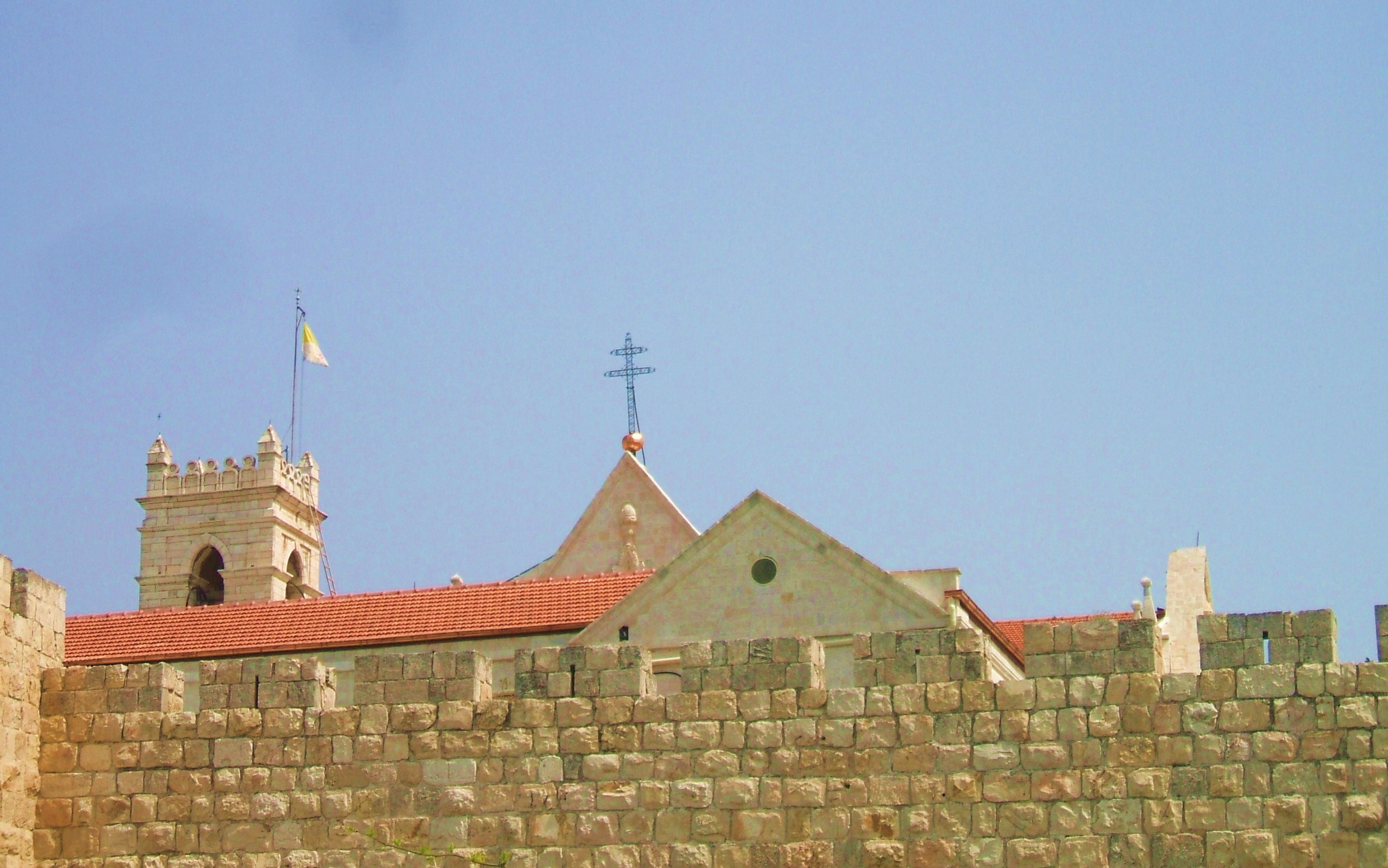
Procatedral del Santísimo Nombre de Jesús, en Jerusalén

El patriarcado tiene 125 371 km² y extiende su jurisdicción sobre los fieles católicos de rito latino residentes en Israel, los Territorios Palestinos, Jordania y toda la isla de Chipre. No tiene jurisdicción sobre los fieles de las Iglesias católicas orientales ni tampoco se trata de una Iglesia particular sui iuris.

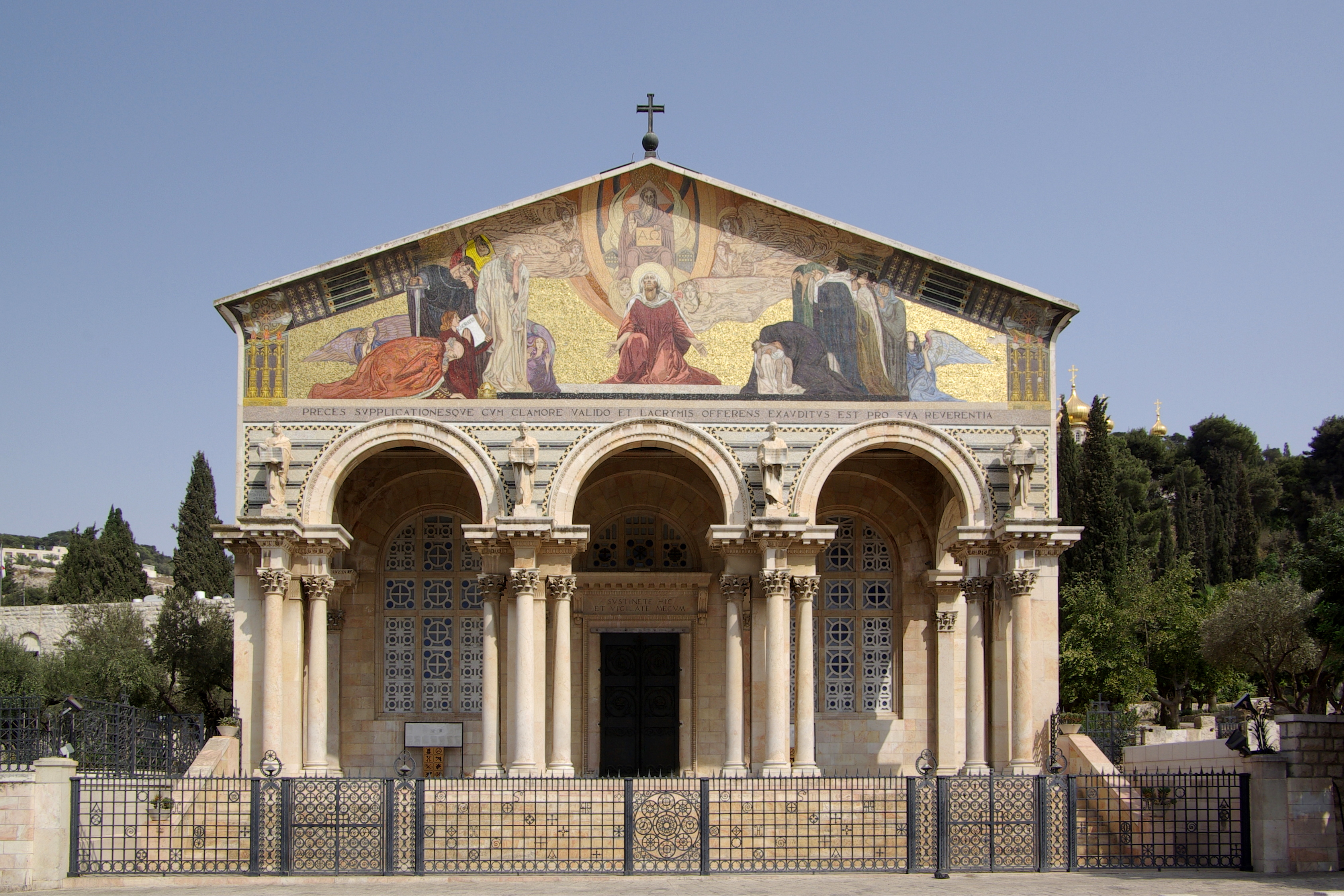
Basílica de Getsemaní, en Jerusalén

El arzobispo diocesano tiene el privilegio permanente de ostentar el título honorífico de patriarca, similar a los de Venecia y de Lisboa y las Indias Orientales. A diferencia de ellos, sin embargo, el patriarca latino de Jerusalén no es un metropolitano, aunque recibe el palio. Es el único obispo de rito latino que recibe el tratamiento de su beatitud, reservado a los patriarcas de las Iglesias orientales católicas. El patriarca es de derecho miembro del Consejo de Patriarcas Católicos Orientales, presidente de la Conferencia de Obispos Latinos de las Regiones Árabes, presidente de la Asamblea de Ordinarios Católicos de Tierra Santa y gran prior de la Orden del Santo Sepulcro de Jerusalén.

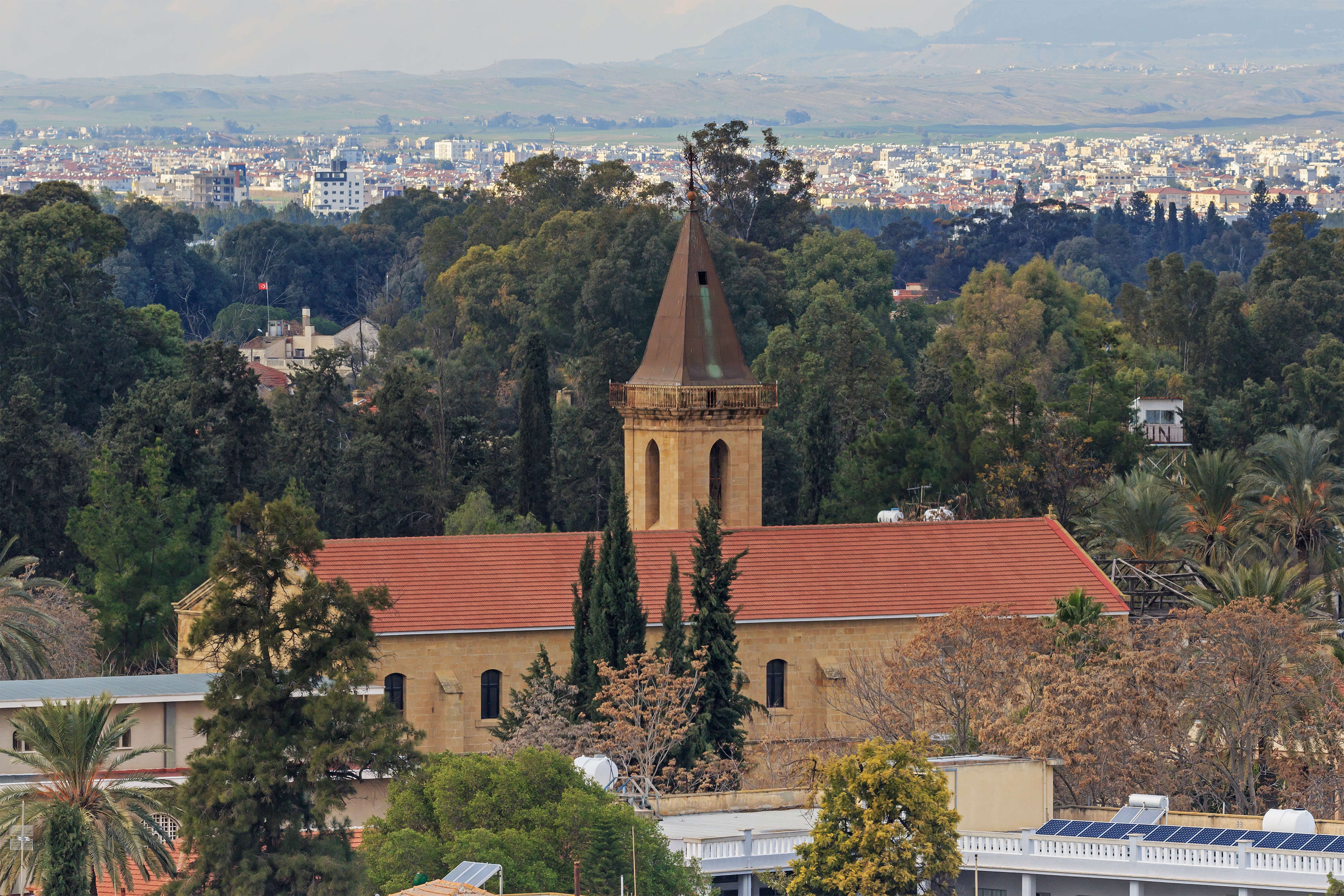
Iglesia de la Santa Cruz, en Nicosia

Cuando se restauró el patriarcado latino en 1847 la Basílica del Santo Sepulcro en la Ciudad vieja de Jerusalén se erigió como catedral latina, aunque ya era sede de la cátedra del patriarca ortodoxo. Sin embargo, el patriarca latino sólo puede celebrar allí en los tiempos y espacios asignados a la comunidad franciscana de la Custodia de Tierra Santa por el statu quo dispuesto por firmanes otomanos de 1757 y 1852. Los cuales están en vigor también como resultado del Acuerdo Fundamental entre la Santa Sede y el Estado de Israel de 1993, que asigna los derechos sobre el Santo Sepulcro también al patriarcado ortodoxo de Jerusalén y el patriarcado armenio de Jerusalén, y en menor grado a la arquidiócesis copta ortodoxa de Jerusalén y Cercano Oriente, el vicariato patriarcal de Jerusalén, Jordania y Tierra Santa de la Iglesia ortodoxa siriana y la arquidiócesis de Jerusalén de la Iglesia ortodoxa de Etiopía. Dado que la sede del patriarca latino no se puede ubicar físicamente en la basílica del Santo Sepulcro, en 1860 se erigió la Procatedral del Santísimo Nombre de Jesús (en Jerusalén Este), en donde normalmente celebra el patriarca y tiene su residencia.

Basílica de San Esteban, en Jerusalén

En 2022 en el patriarcado existían 68 parroquias agrupadas en 6 vicariatos territoriales: 
- Palestina vicariato patriarcal de Jerusalén y Palestina, con sede en la curia patriarcal y jurisdicción sobre Palestina. El vicario patriarcal es el obispo auxiliar William Hanna Shomali, obispo titular de Lidda.
- Israel vicariato patriarcal de Israel, con sede en Nazaret. El vicario patriarcal es presbítero Rafic Nahra.
- Jordania vicariato patriarcal de Jordania, con sede en Amán. El vicario patriarcal es el presbítero Jamal Khader.
- Chipre vicariato patriarcal de Chipre, con sede en Nicosia y jurisdicción sobre toda la isla de Chipre. El vicario patriarcal es el presbítero Bruno Varriano, O.F.M.
- Israel vicariato patriarcal de Santiago para los católicos de lengua hebrea en Israel, con sede a Jerusalén. El vicario patriarcal es el presbítero Piotr Zelasko.
- Israel vicariato patriarcal para los inmigrantes e solicitantes de asilo en Israel, con sede a Jerusalén. El vicario patriarcal es el presbítero Matthew Coutinho, S.D.B.

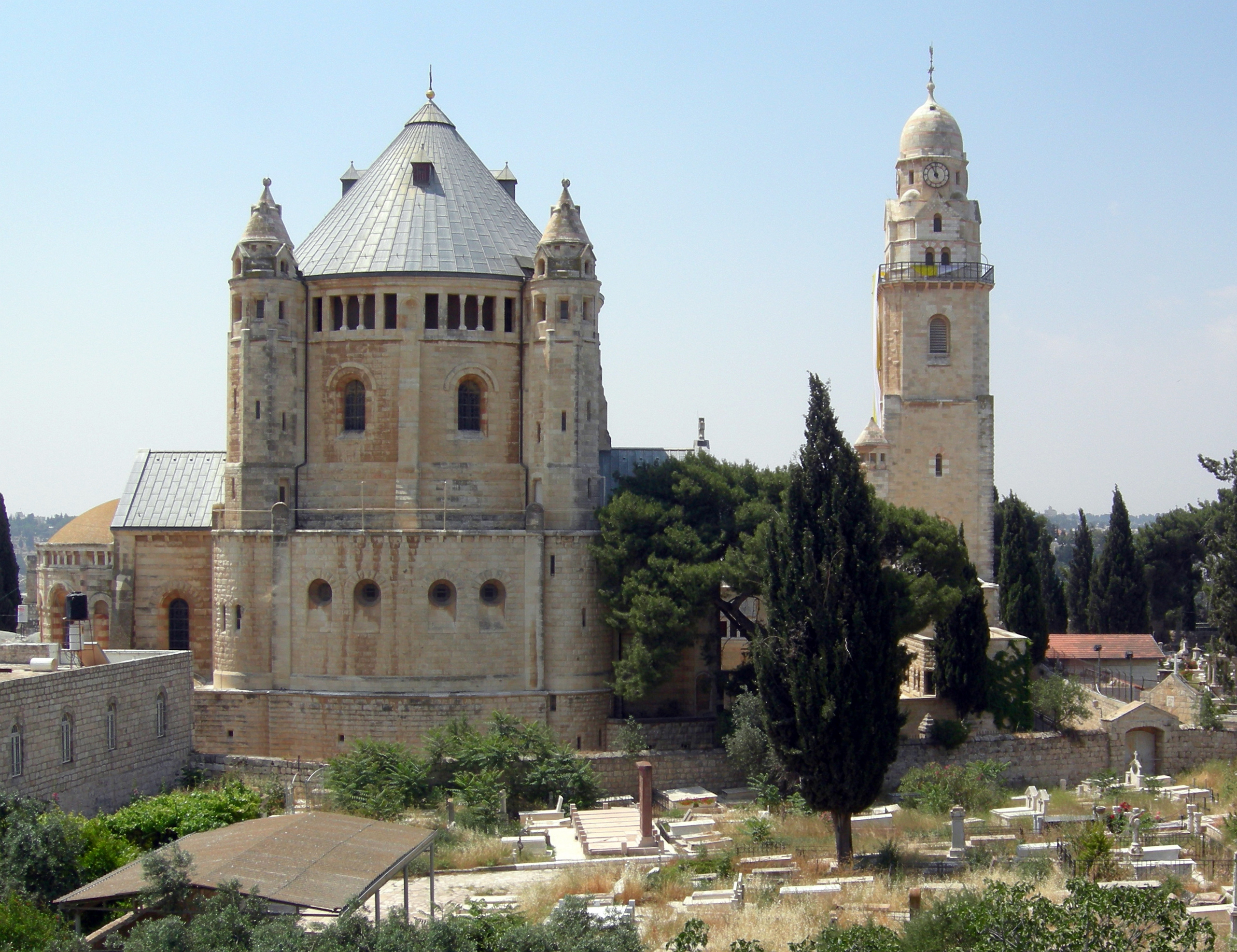
Basílica abadía de Hagia María, en Jerusalén

Para formar a los seminaristas, el patriarcado cuenta con dos seminarios patriarcales, uno ubicado en Beit Jala y otro en la Domus Galilaeae, vinculado al Camino Neocatecumenal. El patriarcado posee una gran riqueza arquitectónica en templos y santuarios vinculados a los orígenes del cristianismo en Jerusalén, varios de los cuales son basílicas menores y han sido declarados Patrimonio de la Humanidad por la UNESCO:

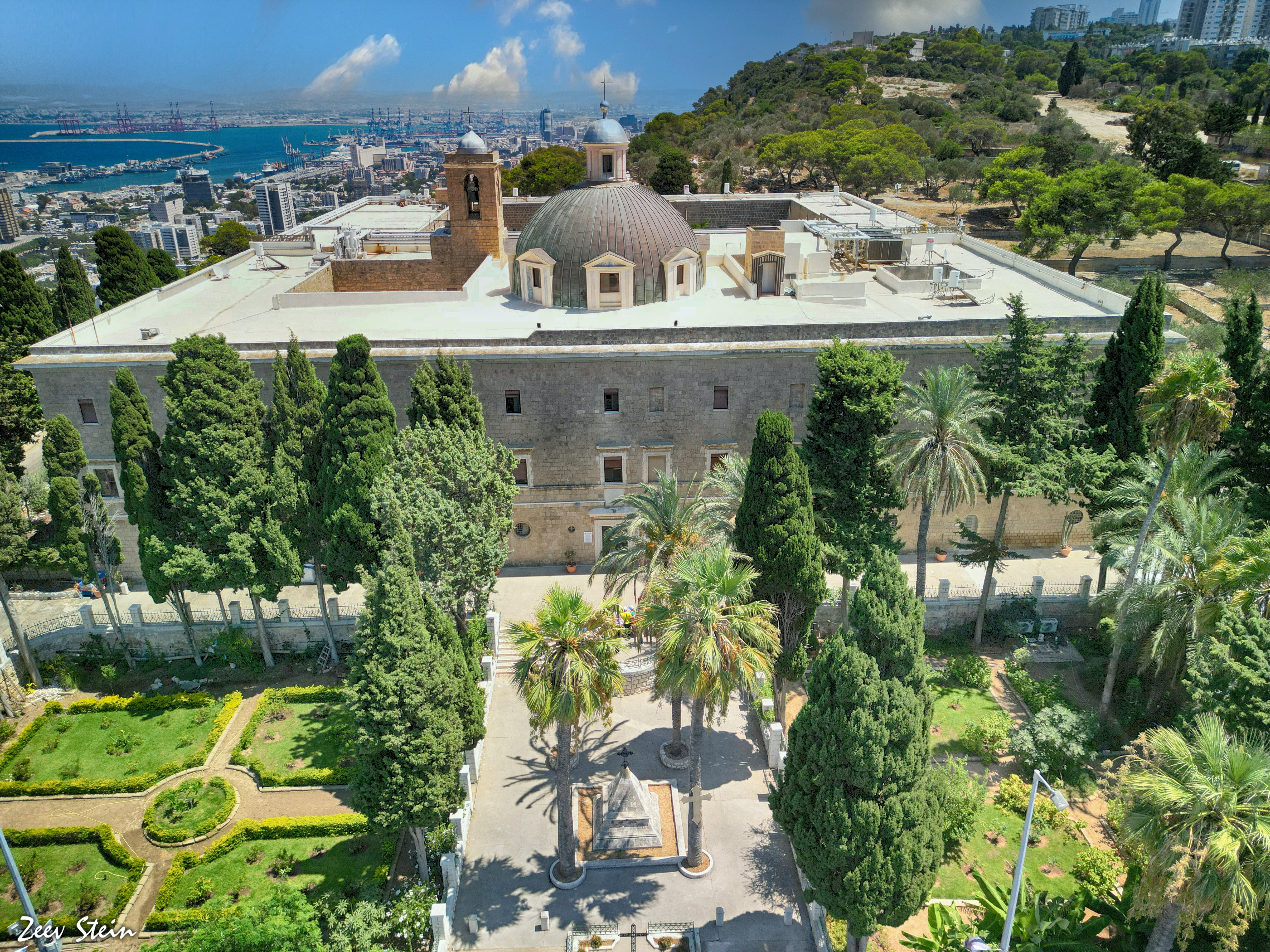
Basílica del monasterio de Stella Maris, en Jerusalén

- Catedral basílica menor del Santo Sepulcro;
- Procatedral del Santísimo Nombre de Jesús;
- Basílica de Getsemaní;
- Basílica de San Esteban;
- Abadía de Hagia María;
- Iglesia de Santa Ana.

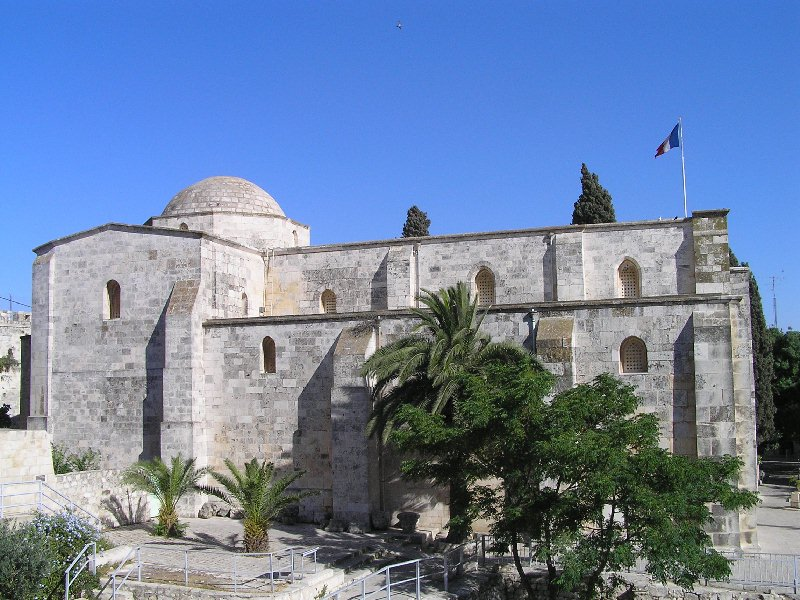
Basílica de Santa Ana, en Jerusalén

Otras ciudades del patriarcado poseen también basílicas menores: 
- Basílica de la Anunciación, en Nazaret;
- Basílica del Transfiguration, del Monte Tabor;
- Monasterio carmelita Stella Maris, en Haifa;
- Iglesia de Emaús, en Emaús;
- Iglesia de Santa Catalina, de Belén;
- Basílica de la Natividad, de Belén.

## Historia

### Antecedentes
Jerusalén (en latín Hierosolyma) fue la primera de las sedes apostólicas. Fue rebautizada como Aelia Capitolina en el 135 y renombrada nuevamente Jerusalén en el 325. En el 451 el Concilio de Calcedonia elevó la sede episcopal al rango de patriarcado, como un reconocimiento por ser la Iglesia madre. En el 649, el papa Martín I nombró a Juan de Filadelfia (hoy Amán) como vicario patriarcal de Jerusalén para reemplazar a Sergio de Jaffa.
En 1054, tras la ruptura del cristianismo con el Cisma de Oriente, la Iglesia ortodoxa se queda bajo su jurisdicción cuatro de los patriarcados que conformaban la Pentarquía: Antioquía, Jerusalén, Constantinopla y Alejandría. La Iglesia católica queda bajo la autoridad del Papa de Roma y comprende todo el Occidente cristiano. Aparte de los maronitas, los cristianos de Tierra Santa quedaron bajo la jurisdicción del patriarcado ortodoxo de Jerusalén.

### La creación del patriarcado latino (1099-1374)
En 1099 los cruzados tomaron Jerusalén, instaurando un reino que duró casi 200 años. El territorio del patriarcado se repartió entre la sede patriarcal y cuatro arquidiócesis: Tiro, Cesarea de Palestina, Nazaret y Petra. Cada una de ellas contaba con sus correspondientes diócesis sufragáneas. El patriarcado se erigió como sede metropolitana. Su jurisdicción comprendía la ciudad de Jerusalén (el Santo Sepulcro y su entorno inmediato) y tenía como diócesis sufragáneas las de Lydda-Ramla, Belén, Hebrón y Gaza, a las que se unían las abadías del Templo, Monte Sion y el Monte de Olivos.
El patriarca latino residió en Jerusalén de 1099 a 1187, mientras que el patriarca ortodoxo, aunque seguía siendo nombrado, residía en Constantinopla. En 1187, tras la derrota en la batalla de los Cuernos de Hattin, los cruzados tuvieron que abandonar Jerusalén. El patriarca latino se trasladó a San Juan de Acre y, tras la Caída de Acre (1291), al Reino de Chipre. Por su parte, el patriarca ortodoxo regresó a Jerusalén. Aunque el papa siguió nombrando patriarcas latinos residenciales, la caída del Reino de Jerusalén ante los mamelucos supuso el fin de la jerarquía latina en el Levante.

### Supresión y permanencia como título (1374-1847)
En 1374, el Reino de Chipre fue invadido por la República de Génova, cuyos ejércitos conquistaron Famagusta e hicieron cautivo al rey Pedro II de Chipre. Desde ese momento, el patriarca latino dejó de residir en Chipre. Los Papas continuaron nombrando honoríficamente Patriarcas de Jerusalén, con residencia en la Basílica de San Lorenzo Extramuros en Roma. El Custodio Franciscano de Tierra Santa (los grandes maestros de la Orden del Santo Sepulcro de Jerusalén) ostentaron el título ex officio desde 1342 a 1830 en virtud de la bula Gratiam agimus del papa Clemente VI (a menos que alguien fuera nombrado específicamente como un gran honor).
Todavía en 1570 los patriarcas mantuvieron cierta autoridad sobre los territorios de la archidiócesis suprimida de Nicosia y la diócesis de Paphos, y desde 1571 también de la diócesis suprimida de Limassol y la diócesis de Famagusta. Todos ellos habían formado parte del Reino cruzado de Chipre, en ese momento bajo dominio otomano. 

### Restauración del patriarcado

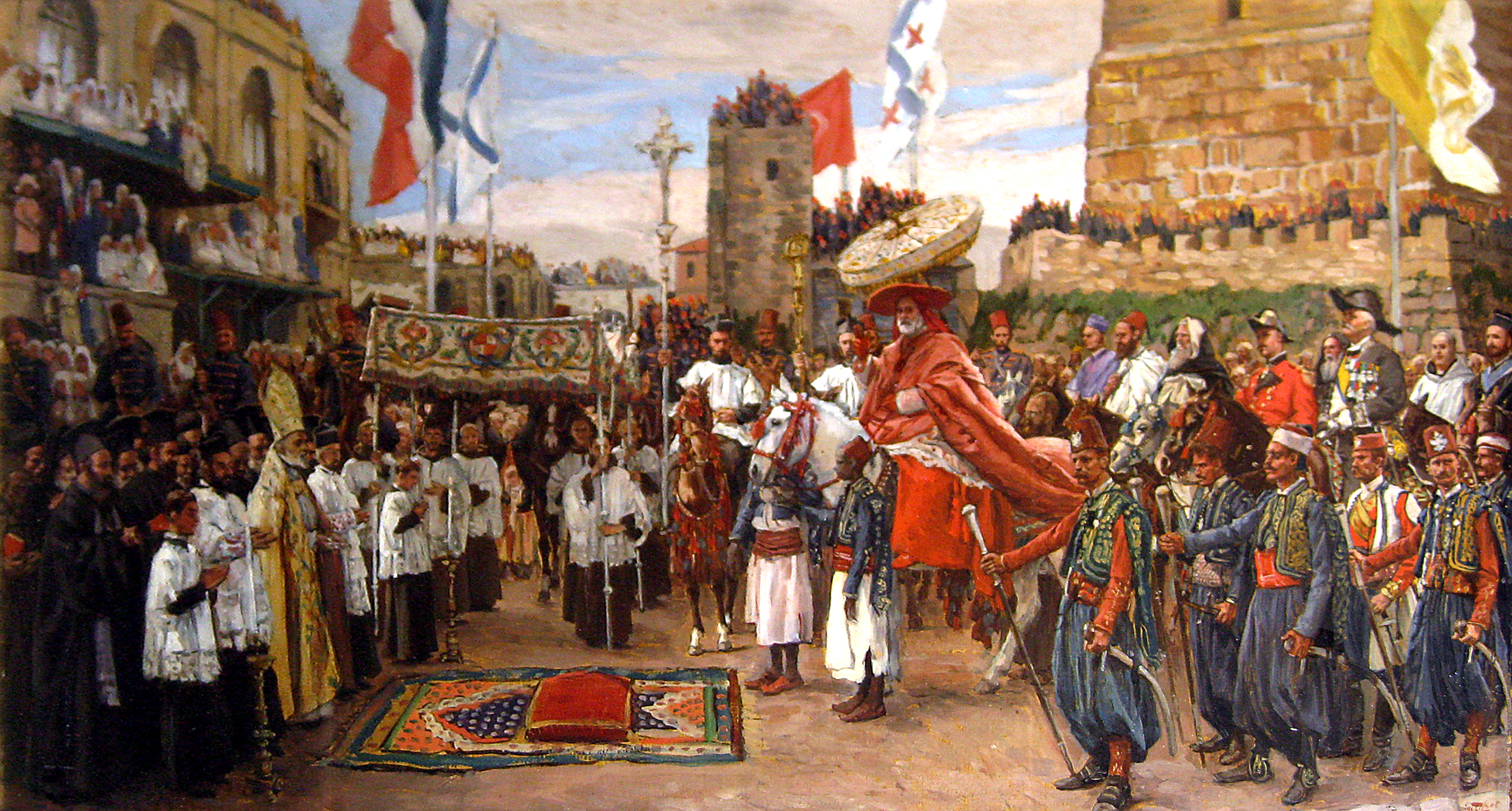
Entrada del Patriarca latino en Jerusalén (de James Tissot)

El patriarcado latino fue reinstaurado el 4 de octubre de 1847 en la persona del obispo Joseph Valerga, en cumplimiento del breve de Pío IX Nulla celebrior (23 de julio). El patriarcado es restablecido para atender únicamente a los católicos latinos de Tierra Santa, por lo que posee un concepto distinto al patriarcado cruzado: se reconoce como sucesor legítimo del primer obispo de Jerusalén al patriarca ortodoxo. El patriarca latino de Jerusalén era restablecido canónicamente únicamente como un obispo diocesano de la Iglesia latina católica en Tierra Santa, incluyendo también bajo su jurisdicción Jordania y Chipre. A la vez que patriarcas, hasta 1947 tenían unido al título el cargo de gran maestre de la Orden del Santo Sepulcro (aunque brevemente, entre 1907 y 1928 lo ejercieron directamente los papas a este cargo).
A la muerte del patriarca Valerga en 1872 le sucede Vincent Braco. A la muerte de este en 1889, el sultán otomano Abdul Hamid II autorizó el restablecimiento de la jerarquía latina. 
La basílica del Santo Sepulcro fue erigida catedral del patriarcado latino. Sin embargo, el patriarca latino solo puede celebrar en los tiempos y espacios asignados a la comunidad franciscana de la Custodia de Tierra Santa por el Statu quo y de acuerdo con los acuerdos  del mismo. El Statu quo es una resolución otomana de 1852, aún vigente como resultado del Acuerdo Fundamental entre la Santa Sede y el Estado de Israel de 1993, que asigna los derechos sobre el Santo Sepulcro de las diversas confesiones cristianas presentes: además de los franciscanos, están los armenios, los coptos, los sirios y los ortodoxos griegos, cuyo patriarca tiene en el centro de la misma basílica su propia cátedra, el Katholikon, haciendo de esta su catedral. La cátedra del patriarca latino no se pudo colocar en la basílica del Santo Sepulcro, para lo que se edificó la Procatedral del Santísimo Nombre de Jesús, iglesia madre de la diócesis y donde normalmente se celebra. La residencia del patriarca se encuentra en la procatedral. La residencia del Patriarca se ubicó en la Ciudad Vieja, cerca de la procatedral, mientras que el seminario diocesano fue erigido en Beit Jala, una ciudad 10 km al sur de Jerusalén, donde está desde 1936. Hasta 1987, todos los patriarcas designados eran de origen italiano para evitar un conflicto de carácter nacional. En 1987, Michel Sabbah se convirtió en el primer palestino nativo nombrado patriarca latino. 
Las prerrogativas del Patriarca en su relación con las autoridades gubernamentales se superponen con las prerrogativas del nuncio apostólico en Israel, siguiendo el Acuerdo Fundamental entre Israel y el Vaticano firmado el 30 de diciembre de 1993, y el delegado apostólico ante la Autoridad Palestina.
En 2003, el patriarca latino fue uno de los signatarios de la "Declaración sobre el Muro de separación por los jefes de las iglesias en Jerusalén", y en 2006, de la Declaración de Jerusalén sobre el sionismo cristiano, que repudia el sionismo cristiano como incompatible con la enseñanza cristiana. En 2008, Sabbah también firmó el Documento de Kairos Palestina (publicado en 2009, después del mandato de Sabbah) contra la ocupación israelí.
En 2008, el arzobispo coadjutor Fouad Twal sucedió a Michel Sabbah, ejerciendo su mandato desde el 21 de junio de 2008 hasta el 24 de junio de 2016, cuándo alcanzó la edad canónica de jubilación y el papa Francisco aceptó su dimisión; y designó a Fray Pierbattista Pizzaballa, O. F. M. administrador apostólico del patriarcado y arzobispo titular de Verbe. Desde entonces la sede estuvo vacante hasta que el 24 de octubre de 2020 el papa Francisco nombró al arzobispo Pizzaballa patriarca latino de Jerusalén.

### Visitas papales
Se han producido visitas de cuatro papas: Pablo VI visitó en enero de 1964, Juan Pablo II en marzo del 2000, Benedicto XVI en mayo de 2009 y Francisco en mayo de 2014.

## Estadísticas
Según el Anuario Pontificio 2023 el patriarcado tenía a fines de 2022 un total de 340 166 fieles bautizados.
| Año                                                                             | Población            | Población | Población      | Sacerdotes | Sacerdotes    | Sacerdotes    | Bautizados por sacerdote | Diáconos permanentes | Religiosos | Religiosos | Parroquias |
| Año                                                                             | Bautizados católicos | Total     | % de católicos | Total      | Clero secular | Clero regular | Bautizados por sacerdote | Diáconos permanentes | Varones    | Mujeres    | Parroquias |
| ------------------------------------------------------------------------------- | -------------------- | --------- | -------------- | ---------- | ------------- | ------------- | ------------------------ | -------------------- | ---------- | ---------- | ---------- |
| 1950                                                                            | 32 912               | 3 120 000 | 1.1            | 282        | 59            | 223           | 116                      |                      | 378        | 862        | 52         |
| 1970                                                                            | 50 071               | 5 935 350 | 0.8            | 344        | 69            | 275           | 145                      |                      | 436        | 1148       | 55         |
| 1980                                                                            | 56 301               | ?         | ?              | 360        | 94            | 266           | 156                      |                      | 472        | 1221       | 63         |
| 1990                                                                            | 62 955               | ?         | ?              | 368        | 90            | 278           | 171                      |                      | 480        | 1099       | 64         |
| 1998                                                                            | 77 000               | ?         | ?              | 368        | 75            | 293           | 209                      | 1                    | 549        | 1144       | 65         |
| 2002                                                                            | 77 000               | ?         | ?              | 371        | 78            | 293           | 207                      | 1                    | 549        | 1144       | 65         |
| 2004                                                                            | 77 000               | ?         | ?              | 372        | 79            | 293           | 206                      |                      | 498        | 1144       | 65         |
| 2005                                                                            | 77 000               | ?         | ?              | 248        | 75            | 173           | 310                      | 1                    | 313        | 1103       | 65         |
| 2007                                                                            | 78 215               | ?         | ?              | 249        | 89            | 160           | 314                      | 1                    | 441        | 1113       | 65         |
| 2010                                                                            | 160 700              | ?         | ?              | 417        | 78            | 339           | 385                      | 4                    | 758        | 1084       | 66         |
| 2011                                                                            | 161 400              | ?         | ?              | 414        | 66            | 348           | 389                      | 1                    | 582        | 1076       | 65         |
| 2012                                                                            | 161 400              | ?         | ?              | 422        | 74            | 348           | 382                      | 4                    | 596        | 1076       | 66         |
| 2015                                                                            | 293 053              | ?         | ?              | 464        | 81            | 383           | 631                      | 9                    | 590        | 1062       | 66         |
| 2016                                                                            | 296 120              | ?         | ?              | 469        | 84            | 384           | 574                      | 9                    | 579        | 1064       | 66         |
| 2019                                                                            | 321 500              | ?         | ?              | 480        | 102           | 378           | 670                      | 10                   | 617        | 997        | 71         |
| 2020                                                                            | 327 653              | ?         | ?              | 492        | 96            | 396           | 665                      | 9                    | 614        | 979        | 68         |
| 2022                                                                            | 340 166              |           |                | 490        | 99            | 391           | 694                      | 8                    | 636        | 979        | 68         |
| Fuente: Catholic-Hierarchy, que a su vez toma los datos del Anuario Pontificio. |                      |           |                |            |               |               |                          |                      |            |            |            |

## Episcopologio
Tras la restauración de la sede patriarcal residencial en 1847, la han ocupado los siguientes patriarcas:

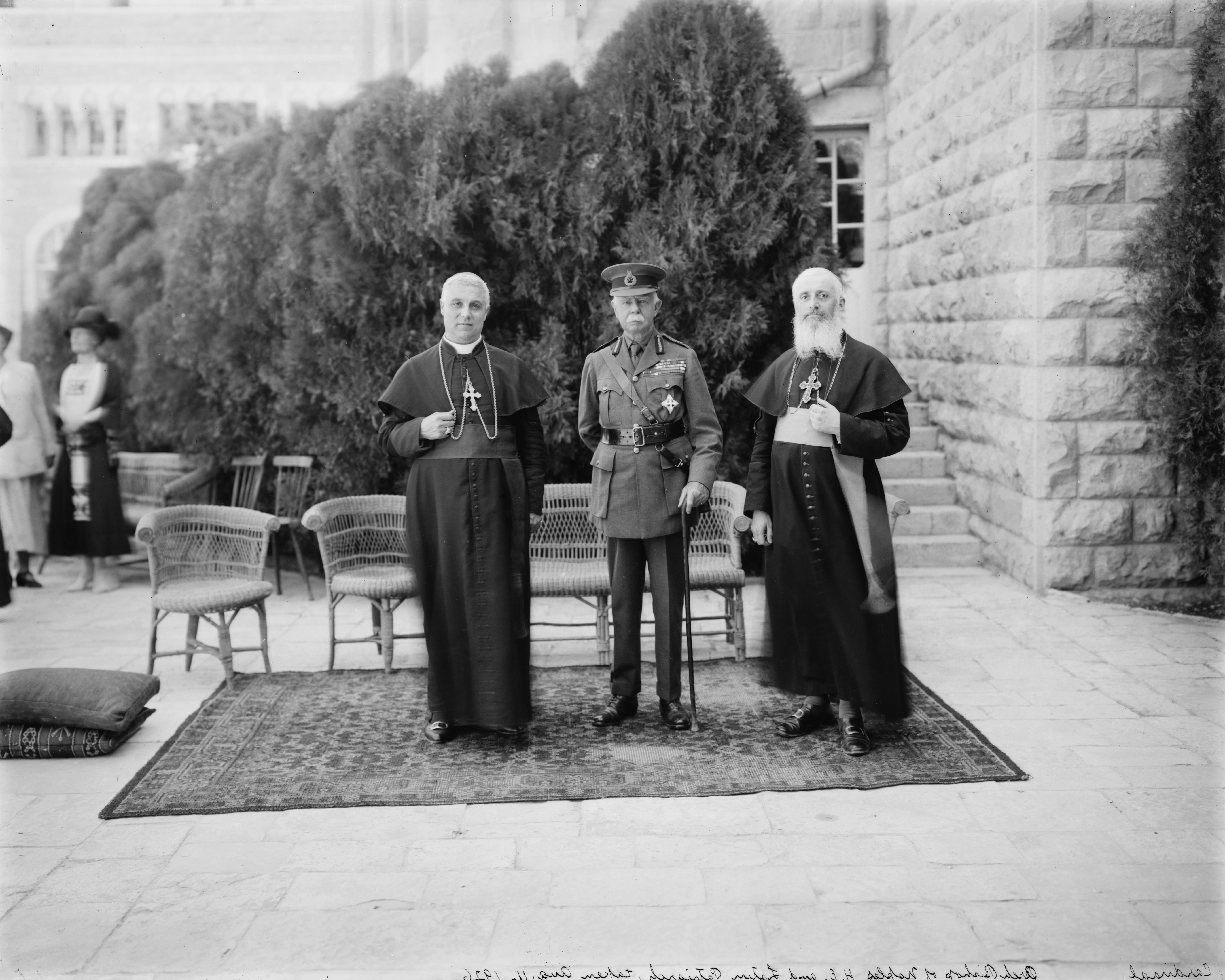
Alessio Ascalesil, arzobispo de Nápoles con Herbert Plumer, 1.º vizconde de Plumer y Luigi Barlassina el patriarca latino de Jerusalén, a la derecha, (11 de agosto de 1926)

| Imagen | Patriarca                       | Desde                                                           | Hasta                    | Notas                        | Escudo |
| ------ | ------------------------------- | --------------------------------------------------------------- | ------------------------ | ---------------------------- | ------ |
|        | Giuseppe Valerga †              | 4 de octubre de 1847                                            | 2 de diciembre de 1872   | falleció                     |        |
|        | Giovanni Vincenzo Bracco †      | 21 de marzo de 1873                                             | 19 de junio de 1889      | falleció                     |        |
|        | Luigi Piavi, O.F.M. †           | 28 de agosto de 1889                                            | 24 de enero de 1905      | falleció                     |        |
|        | Filippo Camassei †              | 6 de diciembre de 1906                                          | 15 de diciembre de 1919  | nombrado cardenal presbítero |        |
|        | Luigi Barlassina †              | 8 de marzo de 1920                                              | 27 de septiembre de 1947 | falleció                     |        |
|        | Alberto Gori, O.F.M. †          | 21 de noviembre de 1949 (previa sede vacante, 1947-1949)        | 25 de noviembre de 1970  | falleció                     |        |
|        | Giacomo Giuseppe Beltritti †    | 25 de noviembre de 1970 (por sucesión)                          | 11 de diciembre de 1987  | retirado                     |        |
|        | Michel Sabbah                   | 11 de diciembre de 1987                                         | 21 de junio de 2008      | retirado                     |        |
|        | Fouad Twal                      | 21 de junio de 2008 (por sucesión)                              | 24 de junio de 2016      | retirado                     |        |
|        | Pierbattista Pizzaballa, O.F.M. | desde el 24 de octubre de 2020 (previa sede vacante, 2016-2020) |                          | [ nota 11 ]                  |        |